# Bikkurim
A Bikkurim (vagy Első Termés) a Misna Zera'im (Magvak) rendjének 11. (de máshol is állhat), a jeruzsálemi Templomban szedett háromféle adóval (bikkurim, terumah, második tized) foglalkozó traktátusa, valamint a traktátuban alkalmazott logika alapján ide illesztik a hermafroditák jogállásáról szóló 4. fejezetet is. A traktátusnak csak a Jeruzsálemi Talmudban van gemárája.
A traktátus az 5Mózes 26:1-11-ben leírt bikkurim (első zsenge), az 5Mózes 14.22-29-ben második tized, és a 4Mózes 18.20-32-ben leírt terumah (a papok része) nevű adónemekként leírt, a zsidók számára kötelezően előírt adókat tárgyalja.

## Elhelyezkedése
A traktátusnak a Magvak rendjébe való helyezése „logikus”, mivel elsődlegesen olyan adónemekkel foglalkozik, amik a Templom fennállásakor beszolgáltathatóak. Mivel a Talmud megírásakor már nem állt Templom, így a Babilóniai Talmud már nem is fejlesztett ki hozzá Gemarrát.

## A fejezetek tartalma
A traktátus 4 fejezetből áll. A fejezetek szintén misnának nevezett alszakaszokra oszlanak (a számuk zárójelben). A modern hivatkozás a fejezet- és misnaszámmal (pl. Bikkurim 3,2) történik, a  klasszikus judaizmusban a szakaszok kezdőszavaival.
1. Ki és miből vihet bikkurimot, illetve hogy annak szóbeli vagy termésbeli részét jogosult-e vinni
2. A háromféle adó különbségeit taglalja, majd pár egyértelműen nem kategorizált tételt határoz meg részletesen ezek vonatkozásában
3. A bikkurim kezelését írja le részletesen.
4. A hermafroditák jogi állásával foglalkozik a férfi és női nemhez viszonyítva

## Kapcsolódó témák
A traktátus megemlíti a fentieken kívül a papok házasodását, a rabszolgatartást, hogy a nők nem tanúskodhatnak, és törvényes tevékenységként ismeri el a rablást.